# 藥燉土虱

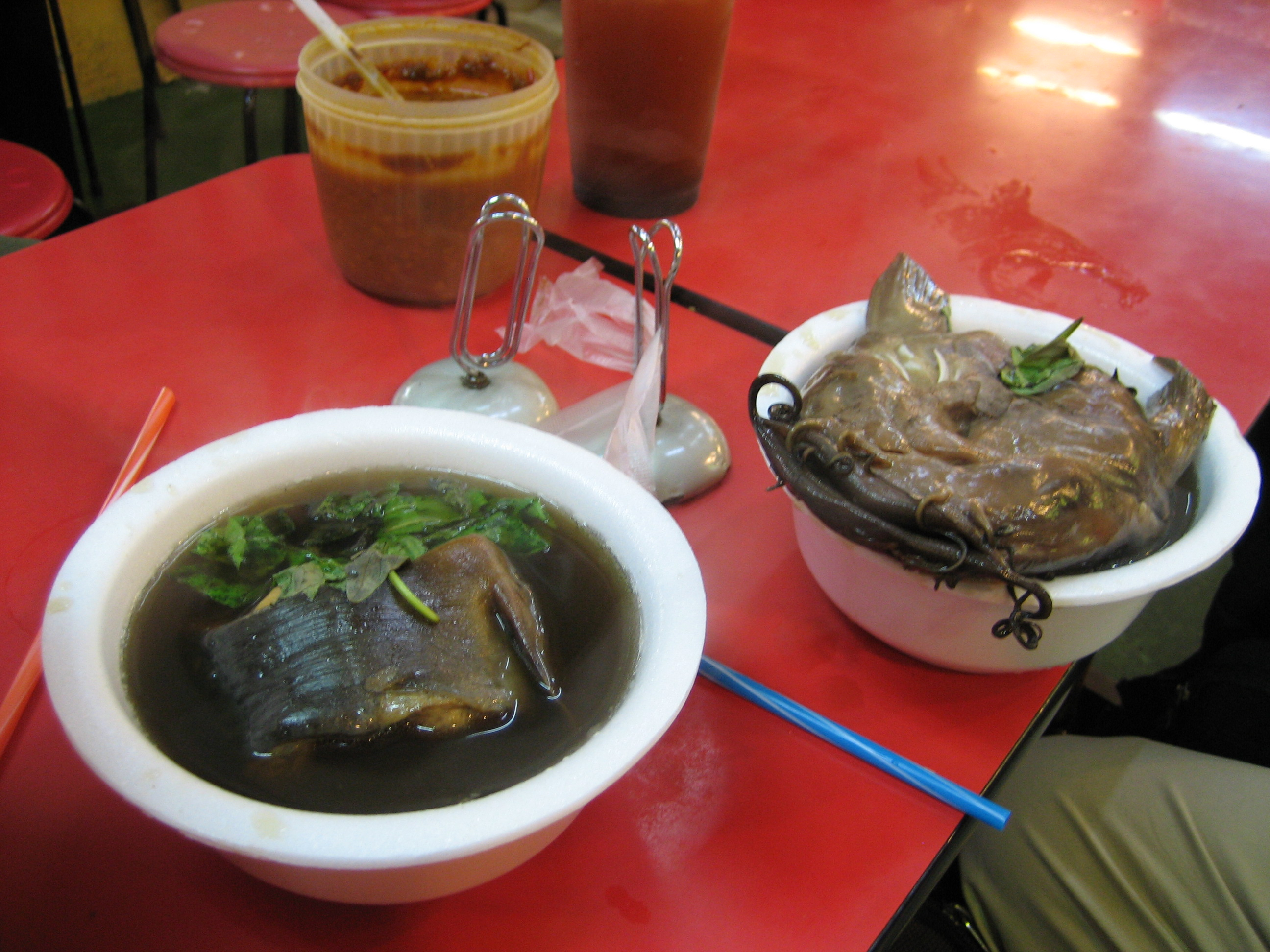

藥燉土虱是台灣夜市常見小吃，由土虱（塘虱魚科淡水魚）製成。

## 做法
把土虱分魚頭、魚腹、魚尾切成三部份，配以當歸、枸杞等數種中藥置於鍋內，加水與米酒烹煮及加入九層塔調味，再依據食用者的喜好，吩咐店家舀出魚頭、腹、尾任選一項食用，有些店家會附上土虱魚卵供一併食用。因為就近養殖產地關係，盛行於台灣南部

## 營養價值
藥燉土虱歷来被视為補身養生食品，它富含維生素A，具有助陽養血、補腎補虛、调中之功效，民間多用胃口不佳之人或產婦補身。但是土虱的皮下脂肪不易消化，因此極易因其腹瀉，故不宜連續多餐食用。
媒體曾報導土虱養殖業者使用實驗用白鼠作為飼料，因而引起對其食用安全性的疑慮。。